# Arthur Smith (Footballtrainer)
Arthur William Smith (* 27. Mai 1982 in Memphis, Tennessee) ist ein US-amerikanischer American-Football-Trainer. Von 2020 bis 2023 war er der Head Coach der Atlanta Falcons in der NFL. Seit 2024 ist er Offensive Coordinator bei den Pittsburgh Steelers. Zuvor war er bereits viele Jahre als Assistenztrainer bei den Tennessee Titans aktiv.

## Frühe Jahre
Arthur Smith wurde als eines von zehn Kindern des Gründers und CEO des Logistikunternehmens FedEx, Frederick W. Smith, in Memphis, Tennessee geboren. Er besuchte die Georgetown Preparatory Academy in North Bethesda, Maryland, in deren Footballmannschaft er aktiv war. Nach seinem Highschoolabschluss erhielt er ein Stipendium der University of North Carolina, in deren Footballmannschaft er von 2001 bis 2005 auf der Position des Guards spielte. Allerdings verpasste er zwei Jahre aufgrund einer Fußverletzung und kam in den folgenden Jahren nur sporadisch zum Einsatz.

## Trainerkarriere

### Frühe Assistenzjahre
Nach dem Ende seiner aktiven Karriere an der University of North Carolina wurde er zunächst Graduate Assistant an seiner Universität. Zwischen 2007 und 2008 war er als Defensive Quality Coach bei den Washington Redskins unter den Cheftrainern Joe Gibbs und Jim Zorn aktiv. 2010 war er im Trainerstab der University of Mississippi.

### Tennessee Titans
Daraufhin wurde er zur Saison 2011 in den Trainerstab der Tennessee Titans unter Head Coach Mike Munchak. Nachdem er in seinem ersten Jahr als Defensive Quality Control Trainer eingesetzt worden war, wechselte er in der Saison 2012 in den Trainerstab der Offense, wo er in den nächsten Jahren verschiedene Positionen innehatte. 2015 wurde er schließlich Trainer der Tight Ends unter dem neuen Cheftrainer Mike Mularkey. Dies blieb er auch unter Mike Vrabel, der 2018 Cheftrainer der Titans wurde. Zur Saison 2019 wurde er schließlich zum Offensive Coordinator befördert, nachdem Matt LaFleur zu den Green Bay Packers wechselte. In den folgenden zwei Jahren entwickelte er die Offense mit Quarterback Ryan Tannehill und Runningback Derrick Henry zu einer der besten Offenses der Titans und war an der wiederholten Qualifikation für die Playoffs maßgeblich beteiligt.

### Atlanta Falcons
Am 15. Januar 2021 wurde Smith deswegen als neuer Cheftrainer der Atlanta Falcons vorgestellt. Seine ersten beiden Pflichtspiele als Trainer wurden allerdings verloren, seinen ersten Sieg konnte er mit dem Team am 3. Spieltag mit 17:14 gegen die New York Giants feiern. Insgesamt war seine erste Saison bei den Falcons eher durchwachsen, das Team konnte sieben Spiele gewinnen, verpasste mit 10 Niederlagen als dritte in der NFC South jedoch die Playoffs. Zu Beginn seiner zweiten Saison wurde der langjährige Starting Quarterback der Falcons und ehemaligen MVP, Matt Ryan, zu den Indianapolis Colts getradet. In der folgenden Saison 2022 taten sich die Falcons mit dem neuen Quarterback Marcus Mariota schwer, sodass dieser inmitten der Saison durch Rookie Desmond Ridder ersetzt wurde. Erneut konnten die Falcons nur sieben Spiele gewinnen und sich nicht für die Playoffs qualifizieren. Nachdem er seine dritte Saison wieder mit der negativen Bilanz von 7:10 beendet hatte, wurde er als Head Coach entlassen.

### Pittsburgh Steelers
Im Februar 2024 wurde Smith Offensive Coordinator der Pittsburgh Steelers.

## Karrierestatistiken
| Team    | Saison | Regular Season | Regular Season | Regular Season | Regular Season | Regular Season      | Postseason | Postseason  | Postseason | Postseason |
| Team    | Saison | Siege          | Niederlagen    | Unterschiede   | Siege %        | Platzierung         | Siege      | Niederlagen | Siege %    | Ergebnis   |
| ------- | ------ | -------------- | -------------- | -------------- | -------------- | ------------------- | ---------- | ----------- | ---------- | ---------- |
| Falcons | 2021   | 7              | 10             | 0              | 41,2 %         | 3. in der NFC South | –          | –           | –          | –          |
| Falcons | 2022   | 7              | 10             | 0              | 41,2 %         | 4. in der NFC South | –          | –           | –          | –          |
| Falcons | 2023   | 7              | 10             | 0              | 41,2 %         | 3. in der NFC South | –          | –           | –          | –          |
| Gesamt  | Gesamt | 21             | 30             | 0              | 41,2 %         |                     |            |             |            |            |